# Milena Oliveira de Medeiros
Milena Oliveira de Medeiros foi uma diplomata negra do serviço exterior brasileiro. Foi homenageada com a criação de um prêmio em seu nome. 

## Carreira
Ingressou ao cargo de Terceira secretária da carreira diplomática por meio de concurso público em 2009. 

## Prêmio “Milena Oliveira de Medeiros”
O prêmio Milena Oliveira de Medeiros reconhece a pessoa negra com melhor colocação no Curso de Formação de Diplomatas (CFD) do Instituto Rio Branco e foi instituído pelo presidente da república Luiz Inácio Lula da Silva em 2023.

## Morte
A diplomata morreu aos 35 anos no Brasil após contrair malária na Guiné Equatorial. Alguns diplomatas acusaram o Ministério das Relações Exteriores de negligência e de não orientar devidamente seus funcionários.

#### Nota do Itamaraty sobre a internação da diplomata (antes da morte)
| “ | Como na maioria dos acontecimentos dessa natureza, é sempre possível identificar diferentes fatores que possam ter contribuído para agravar o estado de saúde em que lamentavelmente se encontra a diplomata Milena Oliveira de Medeiros. Dentre esses fatores, não há dúvida de que a demora no diagnóstico da doença e a pouca familiaridade com o tratamento de certos tipos de doenças tropicais encontram-se na raiz do agravamento do estado de saúde da Secretária Milena Oliveira de Medeiros, que tanta consternação tem causado a todos os seus colegas no Itamaraty. A Secretária Milena Oliveira de Medeiros não procurou o Serviço Médico do Itamaraty. Ainda que o fizesse, teria sido encaminhada a instituição médica habilitada para o tratamento de doenças. Como em outras repartições públicas, o Serviço Médico do Itamaraty (SAMS) incumbe-se tão-somente de atendimentos de primeiros socorros e encaminhamento por ambulância a hospitais, durante o horário de expediente, e não realiza tratamento de doenças. Em caráter complementar às atividades que desempenha na Secretaria de Estado, em Brasília, o SAMS orienta os postos no exterior na implementação de procedimentos de medicina preventiva. Na semana mesma em que a Secretária Milena Oliveira de Medeiros foi diagnosticada com malária, um dos profissionais médicos do SAMS encontrava-se em missão junto às Embaixadas do Brasil em Bamako (Mali), Abidjan (Côte-d’Ivoire) e Dacar (Senegal), entre 5 e 16 de dezembro de 2011, com a finalidade de prestar orientação especializada e atendimento médico preventivo. No mês anterior, outra missão de semelhante natureza havia sido realizada por profissional médico do SAMS junto às Embaixadas do Brasil em Maputo (Moçambique), Kinshasa (República Democrática do Congo) e Brazzaville (República do Congo), entre 16 e 28 de novembro de 2011. Com o objetivo de promover a prevenção de doenças por parte de funcionários designados para servir ou cumprir missão de caráter temporário em países nos quais se registre a presença de endemias, especialmente de doenças tropicais, a Administração do Ministério está intensificando suas atividades de divulgação de medidas profiláticas e de identificação de sintomas, o que se fará inicialmente por meio da elaboração de cartilha específica de orientação. | ” |